# Ioakim Gruevo, Plovdiv
Ioakim Gruevo (în bulgară Йоаким Груево) este un sat în comuna Stamboliiski, regiunea Plovdiv,  Bulgaria. 

## Demografie
Componența etnică a satului Ioakim Gruevo
     Romi (2,53%)
     Nicio identificare (1,58%)
     Bulgari (95,45%)
     Turci (0%)
     Altele (0,41%)
La recensământul din 2011, populația satului Ioakim Gruevo era de 2.643 locuitori. Din punct de vedere etnic, majoritatea locuitorilor (95,45%) erau bulgari, cu o minoritate de romi (2,53%). Pentru 1,58% din locuitori nu este cunoscută apartenența etnică.